# Għarb
Għarb é um povoado da ilha de Gozo em Malta.